# Hikueru (comuna)
Hikueru é uma comuna da Polinésia Francesa, no arquipélago de Tuamotu. Estende-se por uma área de 15 km², com 268 habitantes, segundo os censos de 2007, com uma densidade de 18 hab/km².